# Provincia de Ngounié
Ngounié es una de las nueve provincias de Gabón. Ocupa un área de 37.750 km². La capital de la provincia es Mouila.
En 2013 tiene 100 838 habitantes.

## Localización
Se ubica en el centro-sur del país y tiene los siguientes límites:
| Noroeste: Provincia de Moyen-Ogooué | Norte: Provincia de Moyen-Ogooué | Noreste: Provincia de Ogooué-Ivindo |
| Oeste: Provincia de Ogooué-Maritime |                                  | Este: Provincia de Ogooué-Lolo      |
| Suroeste: Provincia de Nyanga       | Sur: Provincia de Nyanga         | Sureste: Niari, República del Congo |

## Subdivisiones
Comprende 9 departamentos:
| Departamento   | Chef-lieu | Población (2013) |
| -------------- | --------- | ---------------- |
| Douya-Onoye    | Mouila    | 37 699           |
| Tsamba-Magotsi | Fougamou  | 14 875           |
| Boumi-Louétsi  | Mbigou    | 13 223           |
| Ogoulou        | Mimongo   | 8361             |
| Dola           | Ndendé    | 6979             |
| Ndolou         | Mandji    | 5727             |
| Louétsi-Wano   | Lébamba   | 9750             |
| Louétsi-Bibaka | Malinga   | 2734             |
| Mougalaba      | Guiétsou  | 1490             |